# هه‌نگاو
سازمان حقوق بشری هنگاو (کردی: هه‌نگاو) سازمان مردم‌نهاد کردستان ایران مستقر در نروژ است که در سال ۲۰۱۶ با هدف گزارش موارد نقض حقوق بشر بر ضد کردهای ایران، توسط مجموعه‌ای از فعالان حقوق بشر کردستان بنا شده‌است. از اوایل سال ۲۰۲۳ هه‌نگاو فعالیت حقوق بشری خود را به سراسر ایران گسترش داده‌است. هه‌نگاو در زبان کردی به معنای قدم می‌باشد. هه‌نگاو از رسانه‌های فکری نزدیک به پ‌ک‌ک است. چندین نفر از اعضای هیئت مدیره هه‌نگاو از نیروهای مسلح (گریلا) هستند.

## گزارش‌ها

### کولبرها
گزارش‌های این سازمان در مورد رفتار با کولبرها توسط سازمان ملل استفاده شده‌است.

### سرکوب معترضان کرد
از سال ۲۰۲۲، گزارش‌های این سازمان در مورد سرکوب معترضان در کردستان ایران در جریان اعتراضات سراسری ۱۴۰۱ پس از کشته‌شدن مهسا امینی توسط رسانه‌های مختلف بین‌المللی مورد استفاده قرار گرفته‌است.